# جون كولز جونيور
جون كولز جونيور (بالإنجليزية: John Cowles, Jr.)‏ هو شخصية أعمال أمريكي، ولد في 7 مايو 1929 في دي موين في الولايات المتحدة، وتوفي في 17 مارس 2012 في منيابولس في الولايات المتحدة بسبب سرطان الرئة.